# Quartier de Charonne
Pour les articles homonymes, voir Charonne.
Le quartier de Charonne est le 80e quartier administratif de Paris, situé dans le 20e arrondissement. Il tient son nom de l'ancien village de Charonne, rattaché à Paris en 1860 par Napoléon III.

## Situation et limites

Plan des quartiers administratifs du, avec le quartier de Charonne au sud.

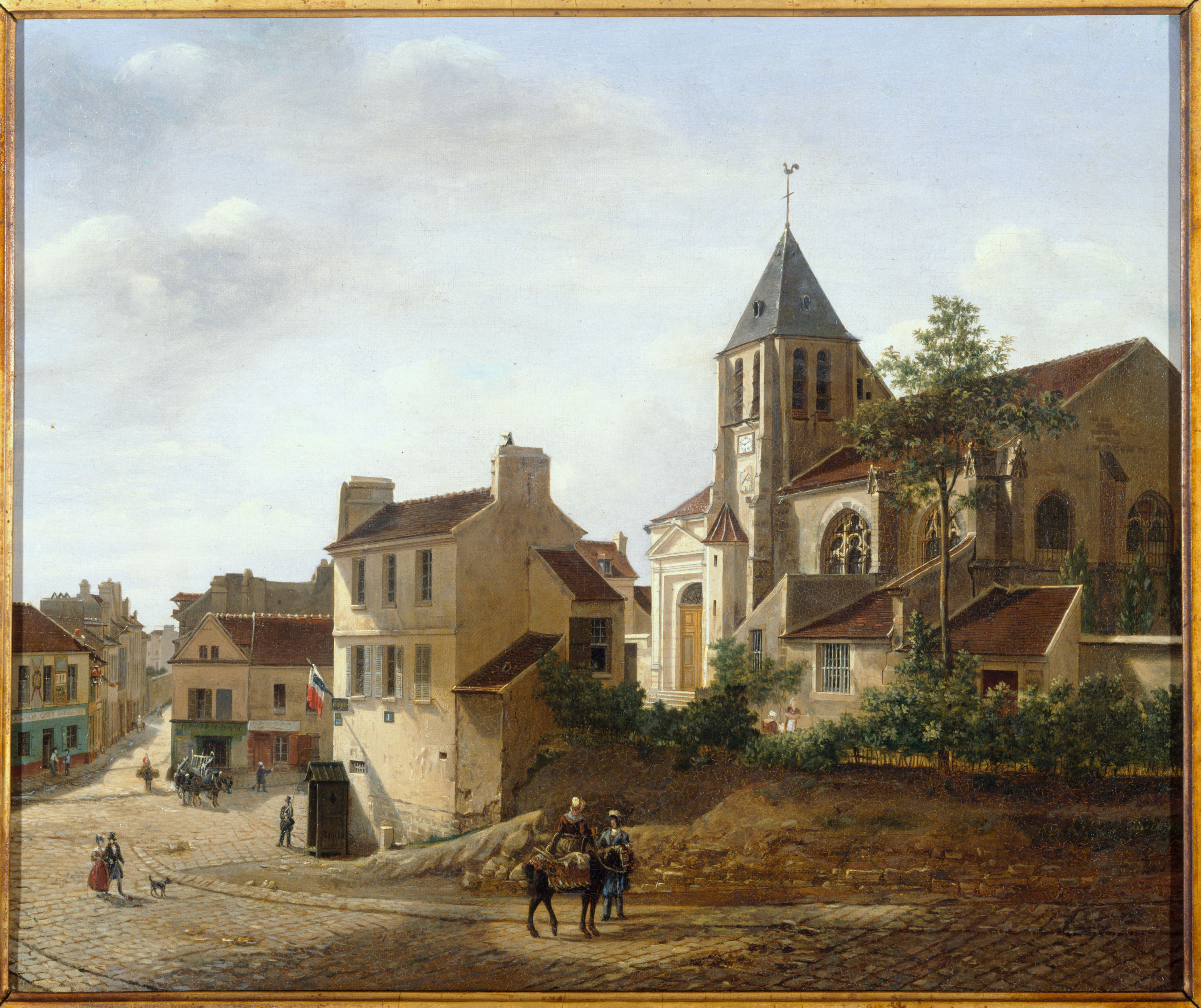
Le village de Charonne et l'église Saint-Germain vers 1830 (Étienne Bouhot, musée Carnavalet).

Administrativement, le 80e quartier de Paris, dit de Charonne, est depuis 1859 et 1930, délimité par :
- le boulevard de Charonne à l'ouest ;
- la rue de Bagnolet et l'avenue de la Porte-de-Bagnolet au nord ;
- les limites communales avec Bagnolet, Montreuil et Vincennes à l'est ;
- l'avenue de la Porte-de-Vincennes et le cours de Vincennes au sud.

## Historique

### Les origines du quartier de Charonne
Le 16 juin 1859, une loi rattache à Paris les communes incluses dans l'enceinte de Thiers. La commune de Charonne est ainsi supprimée et son territoire est réparti entre Paris, Montreuil et Bagnolet.
Le quartier de Charonne est constitué le 3 novembre 1859 à partir de la partie sud de l'ancienne commune de Charonne (la partie nord étant partagée entre les quartiers du Père-Lachaise et Saint-Fargeau) et d'une petite partie du territoire de la commune de Saint-Mandé, également rattachée à Paris par la loi du 16 juin.
Le centre du village, qui se trouvait alors au croisement de l'actuelle rue Saint-Blaise et de la rue de Bagnolet autour de l'église Saint-Germain, est scindé en deux parties entre les quartiers de Charonne et du Père-Lachaise. 

### Le quartier depuis 1859
Encore largement rural lors de son rattachement à Paris, le quartier de Charonne se développe rapidement dans la seconde partie du XIXe siècle.
Le 19 juillet 1900, la ligne 1 du métro est mise en service jusqu'à Porte de Vincennes, desservant ainsi le sud du quartier. En 1903, l'ouest du quartier est desservi par la ligne 2. Ce n'est qu'en 1933 que le métro pénètre véritablement dans le quartier, avec le prolongement de la ligne 9 jusqu'à Porte de Montreuil. Le centre et l'est du quartier ne sont pas desservis par le métro, mais par la ligne de Petite Ceinture (gare de Charonne depuis 1862, gare de la rue d'Avron depuis 1895, gare de l'avenue de Vincennes depuis 1869). Le trafic voyageur sur la ligne est toutefois interrompu en 1934.
L'hôpital de la Croix Saint-Simon est construit entre 1912 et 1920.
Après le déclassement de l'enceinte de Thiers en 1919, les territoires situés dans la zone non ædificandi des fortifications (la Zone) ont été rattachés au 12e arrondissement par les décrets du 18 avril 1929 (Saint-Mandé) et du 27 juillet 1930 (Bagnolet et Montreuil). Le boulevard périphérique de Paris a plus tard été construit à cet emplacement.

## Personnalités liées au quartier
- Charles Amouroux (1843-1885), conseiller municipal du quartier ;
- Gustave Calvinhac (1849-1902), conseiller municipal du quartier ;
- Jean-Émile Anizan (1853-1928), prêtre à Charonne ;
- Joseph Bucciali (1859-1943), organiste et compositeur français ;
- Marie de Miribel (1872-1959), infirmière, personnalité catholique et femme politique française ;
- Amélie Élie (1878-1933), célèbre prostituée française, connue sous le nom de « Casque d'Or » ;
- Yvan Daniel (1909-1986), prêtre à Charonne ;
- Jean-Jacques Krafft (1910-1997), sculpteur français ;
- Anne Sylvestre (1934-2020), auteure, compositrice et interprète française.

## Culture
Espace Monte-Cristo, fondation d'art contemporain établie depuis 2014 dans la rue Monte-Cristo. Elle organise des expositions de sculptures contemporaines, thématiques et gratuites.